# La follia di Noretta
La follia di Noretta è un film muto italiano del 1924 diretto da Guglielmo Zorzi.